# Чемпіонат Європи з хокею із шайбою серед юніорів
Чемпіонат Європи з хокею із шайбою серед юніорів — щорічне змагання, яке організовувала Міжнародна федерація хокею із шайбою з 1967 по 1998 роки. Його наступником став чемпіонат світу з хокею із шайбою серед юніорів (гравців не старше 18 років).

## Історія
У 1967 році вперше провели міжнародний турнір серед юніорських збірних із восьми країн, організований за ініціативи Федерації хокею СРСР та Чехословацького хокейного союзу. Турнір став попередником чемпіонатів Європи серед юнаків, який проходив під егідою ІІХФ. У перших дев'яти турнірах грали хокеїсти віком до 19 років, починаючи з 1977 віковий ценз знижений до 18 років. У 1969 році число учасників збільшилася і була утворена Група B чемпіонату Європи. У 1998 році пройшов останній чемпіонат Європи, а з 1999 року почали проводити чемпіонат світу серед юніорів.

## Чемпіонати

### U-19
| Рік                | Золото         | Срібло         | Бронза         | Господар                                                            |
| ------------------ | -------------- | -------------- | -------------- | ------------------------------------------------------------------- |
| 1967 (неофіційний) | СРСР           | Фінляндія      | Швеція         | Ярославль, РРФСР, СРСР                                              |
| 1968               | Чехословаччина | СРСР           | Швеція         | Тампере, Фінляндія                                                  |
| 1969               | СРСР           | Швеція         | Чехословаччина | Гарміш-Партенкірхен, Баварія, ФРН                                   |
| 1970               | СРСР           | Чехословаччина | Швеція         | Женева, Швейцарія                                                   |
| 1971               | СРСР           | Швеція         | Чехословаччина | Пряшів, Словацька Соціалістична Республіка, Чехословаччина          |
| 1972               | Швеція         | СРСР           | Чехословаччина | Буден, Лулео, Шеллефтео, Швеція                                     |
| 1973               | СРСР           | Швеція         | Чехословаччина | Ленінград, РРФСР, СРСР                                              |
| 1974               | Швеція         | СРСР           | Фінляндія      | Герізау, Аппенцелль — Ауссерроден, Швейцарія                        |
| 1975               | СРСР           | Чехословаччина | Швеція         | Гренобль, Франція                                                   |
| 1976               | СРСР           | Швеція         | Фінляндія      | Копрживніце, Опава, Чеська Соціалістична Республіка, Чехословаччина |

### U-18
| Рік  | Золото         | Срібло         | Бронза         | Господар                                                                                 |
| ---- | -------------- | -------------- | -------------- | ---------------------------------------------------------------------------------------- |
| 1977 | Швеція         | Чехословаччина | СРСР           | Бремергафен, Бремен, ФРН                                                                 |
| 1978 | Фінляндія      | СРСР           | Швеція         | Гельсінкі, Вантаа, Фінляндія                                                             |
| 1979 | Чехословаччина | Фінляндія      | СРСР           | Тихи, Катовиці, Польща                                                                   |
| 1980 | СРСР           | Чехословаччина | Швеція         | Градець-Кралове, Чеська Соціалістична Республіка, Чехословаччина                         |
| 1981 | СРСР           | Чехословаччина | Швеція         | Мінськ, Білоруська Радянська Соціалістична Республіка, СРСР                              |
| 1982 | Швеція         | Чехословаччина | СРСР           | Енгельгольм, Тирінге, Швеція                                                             |
| 1983 | СРСР           | Фінляндія      | Чехословаччина | Осло, Норвегія                                                                           |
| 1984 | СРСР           | Чехословаччина | Швеція         | Розенгайм, Гарміш-Партенкірхен, Фюссен, Бад-Тельц, Баварія ФРН                           |
| 1985 | Швеція         | СРСР           | Чехословаччина | Англет, Франція                                                                          |
| 1986 | Фінляндія      | Швеція         | Чехословаччина | Дюссельдорф, Ратінген, Крефельд, Північний Рейн-Вестфалія, ФРН                           |
| 1987 | Швеція         | Чехословаччина | СРСР           | Тампере, Коувола, Гямеенлінна, Фінляндія                                                 |
| 1988 | Чехословаччина | Фінляндія      | СРСР           | Фридек-Містек, Всетін, Оломоуц, Пршеров, Чеська Соціалістична Республіка, Чехословаччина |
| 1989 | СРСР           | Чехословаччина | Фінляндія      | Київ, Українська Радянська Соціалістична Республіка, СРСР                                |
| 1990 | Швеція         | СРСР           | Чехословаччина | Ерншельдсвік, Шеллефтео, Швеція                                                          |
| 1991 | Чехословаччина | СРСР           | Фінляндія      | Списька Нова Весь, Пряшів, Словацька Соціалістична Республіка, Чехословаччина            |
| 1992 | Чехословаччина | Швеція         | Росія          | Ліллегаммер, Гамар, Норвегія                                                             |
| 1993 | Швеція         | Росія          | Чехія          | Новий Торг, Освенцим, Польща                                                             |
| 1994 | Швеція         | Росія          | Чехія          | Ювяскюля, Фінляндія                                                                      |
| 1995 | Фінляндія      | Німеччина      | Швеція         | Берлін, Німеччина                                                                        |
| 1996 | Росія          | Фінляндія      | Швеція         | Уфа, Росія                                                                               |
| 1997 | Фінляндія      | Швеція         | Швейцарія      | Зноймо, Тршебич, Чехія                                                                   |
| 1998 | Швеція         | Фінляндія      | Росія          | Малунг, Мура, Швеція                                                                     |

## Загальна кількість медалей
| Країна               | Золото  | Срібло | Бронза | Всього  |
| Росія СРСР           | 1 11 12 | 2 7 9  | 2 5 7  | 5 23 28 |
| Швеція               | 10      | 7      | 9      | 26      |
| Чехія Чехословаччина | 0 5     | 0 9    | 2 8 10 | 2 22 24 |
| Фінляндія            | 4       | 5      | 4      | 13      |
| Німеччина            | 0       | 1      | 0      | 1       |
| Швейцарія            | 0       | 0      | 1      | 1       |

## Сумарний виступ збірних на чемпіонатах
| Збірна               | Група A | Група B | Група C | Група D | Разом |
| -------------------- | ------- | ------- | ------- | ------- | ----- |
| Австрія              | 1       | 25      | 3       | —       | 29    |
| Білорусь             | 2       | 3       | 1       | —       | 6     |
| Бельгія              | –       | 1       | 9       | 1       | 11    |
| Болгарія             | 1       | 13      | 8       | 4       | 26    |
| Хорватія             | —       | –       | 4       | 1       | 5     |
| Чехія                | 6       | —       | —       | —       | 6     |
| Чехословаччина       | 25      | —       | —       | —       | 25    |
| Данія                | –       | 27      | 1       | —       | 28    |
| НДР                  | 1       | –       | 1       | —       | 2     |
| Естонія              | —       | –       | 6       | –       | 6     |
| Фінляндія            | 31      | —       | —       | —       | 31    |
| Франція              | 5       | 22      | –       | —       | 27    |
| Німеччина            | 27      | 3       | —       | —       | 30    |
| Велика Британія      | –       | 5       | 15      | –       | 20    |
| Греція               | —       | —       | —       | 1       | 1     |
| Угорщина             | –       | 17      | 10      | —       | 27    |
| Ісландія             | —       | —       | –       | 2       | 2     |
| Ізраїль              | —       | –       | –       | 4       | 4     |
| Італія               | 2       | 24      | 1       | —       | 25    |
| Казахстан            | –       | –       | –       | 1       | 1     |
| Латвія               | –       | –       | 6       | —       | 6     |
| Литва                | –       | –       | 5       | 1       | 6     |
| Люксембург           | —       | —       | –       | 1       | 1     |
| Нідерланди           | 1       | 14      | 6       | 3       | 24    |
| Норвегія             | 16      | 13      | –       | —       | 29    |
| Польща               | 18      | 13      | —       | —       | 31    |
| Румунія              | 4       | 23      | 2       | –       | 29    |
| Росія                | 7       | —       | —       | —       | 7     |
| Сербія та Чорногорія | —       | —       | 1       | 3       | 4     |
| Словаччина           | 3       | 1       | 2       | —       | 6     |
| Словенія             | –       | 1       | 5       | —       | 6     |
| СРСР                 | 24      | –       | –       | —       | 24    |
| Іспанія              | —       | 7       | 10      | 2       | 19    |
| Швеція               | 31      | —       | —       | —       | 31    |
| Швейцарія            | 24      | 5       | –       | —       | 29    |
| Туреччина            | —       | —       | –       | 3       | 3     |
| Україна              | 2       | 1       | 3       | —       | 6     |
| Югославія            | –       | 22      | 1       | —       | 23    |

Курсивом виділені збірні, що припинили існування.